# Skeleton Antique
Skeleton Antique is de naam voor een revival van een negentiende-eeuwse blokschreefletter ("egyptienne"), ontworpen door de Amerikaanse lettersnijder William Hamilton Page (1829-1906). Deze variant ligt het dichtst tegen het origineel genaamd Skeleton Antique No. 2.
Het lettertype kenmerkt zich door een consequente houding en breedte van de staanders, waardoor het lettertype monotoon overkomt.